# Цен Елези
Цен Елези Ндреу (на албански: Cen Elezi Ndreu) е албански революционер, участник в борбата за независимост.

## Биография
Роден е в дебърското село Слова през есента на 1884 година в семейството на революционера Елез Исуфи (1861 - 1924). Участва заедно с баща си в албанските въстания срещу Османската империя в 1909 - 1912 година. След това участва в последвалата борба срещу сръбската окупация на Дебърско. След смъртта на баща си в 1924 година в сражение с югославските войски, подкрепящи Ахмед Зогу, Цен Елези оглавява рода Ндреу.
По време на италианската окупация през Втората световна война Елези със седемте си сина командва 200 бойци на Бали Комбътар, които са на националистически позиции и воюват с италианските и българските окупационни части. Кулата му в Слова е един от центровете както на националистическите, така и на комунистическите албански сили.
След войната заради приноса си е избран за вицепрезидент на Демократичния фронт, начело с Енвер Ходжа. Елези обаче се противопоставя на проюгославската политика на Ходжа, което води до преследване от властите и Елези със синовете си става нелегален.
Елези е заловен от югославското Управление за държавна сигурност и умира в скопския затвор на 9 май 1949 година.